# Världsmästerskapen i skidflygning 1990
Världsmästerskapen i skidflygning 1990 hoppades 25 februari 1990 i Vikersund, Norge före andra gången. Vikersund anordnade även mästerskapen 1977.

## Individuellt
- 25 februari 1990

| Medalj | Hoppare                      | Poäng |
| Guld   | Dieter Thoma (Västtyskland ) | 357.7 |
| Silver | Matti Nykänen (Finland)      | 350.8 |
| Brons  | Jens Weissflog (Östtyskland) | 349.3 |

## Medaljligan
| Rank | Nation       | Guld | Silver | Brons | Totalt |
| ---- | ------------ | ---- | ------ | ----- | ------ |
| 1    | Västtyskland | 1    | 0      | 0     | 1      |
| 2    | Finland      | 0    | 1      | 0     | 1      |
| 3    | Östtyskland  | 0    | 0      | 1     | 1      |